# Hans Lismonde
Hans Lismonde is een Belgisch voormalig acro-gymnast. 

## Levensloop
Op de Wereldspelen van 1997 behaalde hij samen met Eline Van Casteren brons in het onderdeel 'tempo' bij de gemengde paren.